# Izvoarele (Prahova megye)
Izvoarele község és falu Prahova megyében, Munténiában, Romániában.  A hozzá tartozó települések: Cernești, Chirițești, Homorâciu, Malu Vânăt és Schiulești

## Fekvése
A megye északi részén található, a megyeszékhelytől, Ploieștitől, negyvenöt kilométerre északra, a Teleajen folyó és a Crasna valamint a Valea Mare patakok mentén, a Szubkárpátok dombságain. 

## Történelem
A 19. század végén a község Prahova megye Teleajen járásához tartozott és Izvoarele valamint Costeni falvakból állt, összesen 1475 lakossal. A községi iskolát 1875-ben alapították. A község területén volt két templom, egy-egy mindkét faluba, hat malom a Teleajen illetve a Crasna folyókon, két kallómalom valamint egy 1812-ben alapított kolostor. 
A manapság hozzá tartozó többi falu: Malul Vânăt, Cernești, Schiulești, Homorâciu-Pământeni és Homorâciu-Ungureni a Homorâciu nevű községet alkották, összesen 2289 lakossal. Ezen községnek volt egy 1842-ben alapított iskolája, egy-egy malma a Teleajen valamint a Crasna folyókon és két temploma, melyek közül az egyiket a helyiek építették 1842-ben Schiulești faluban és egy Homorâciu faluban, melyet egy Iane nevű kapitány és felesége, Anica építtetett 1744-ben. 
A két világháború között mindkét község a Prahova megyei Văleni járáshoz tartozott, Izvoarele irányítása alá ekkor került Chirițești falva, Drajna de Jos községtől. Izvoarele község lakossága ekkor 2120 fő volt, Homorâciu községé pedig 3120.
1950-ben közigazgatási átszervezés alapján, a Prahova-i régió Teleajen rajonjához kerültek, majd a Ploiești régióhoz csatolták őket.
1968-ban ismét megyerendszert vezettek be az országban, Homorâciu községet megszüntették és Izvoarele-hez csatolták. Ezzel egy időben Costeni-t Măneciu községhez csatolták.

## Lakossága
| Nemzetiségek | 2002 | 2002   |
| ------------ | ---- | ------ |
| Románok      | 6918 | 99,51% |
| Romák        | 29   | 00,41% |
| Magyarok     | 2    | 0,02%  |
| Ukránok      | 1    | 0,01%  |
| Németek      | 1    | 0,01%  |
| Törökök      | 1    | 0,01%  |
| Összesen     | 6952 | 100,0% |

## Külső hivatkozások
- A település honlapja
- Adatok a településről
- asociatiaturismprahova.ro Archiválva 2016. március 4-i dátummal a Wayback Machine-ben
- 2002-es népszámlálási adatok
- Marele Dicționar Geografic al României